# Kommunistischer Jugendverband Polens
Der Kommunistische Jugendverband Polens (polnisch Komunistyczny Związek Młodzieży Polski, abgekürzt KZMP) war eine kommunistische Jugendorganisation im Polen der Zwischenkriegszeit. Der Verband existierte von 1922 bis 1938 und stand der Kommunistischen Partei Polens nahe.

## Geschichte
Der KZMP wurde am 17. März 1922 als polnische Sektion der Kommunistischen Jugendinternationale gegründet. Bis 1930 hieß der Verband offiziell Związek Młodzieży Komunistycznej w Polsce (ZMKwP; ‚Kommunistischer Jugendverband in Polen‘), was eine Anlehnung an den Namen des sowjetischen Jugendverbandes (Komsomol) war und das Ziel der polnischen Kommunisten ausdrückte, auch nach 1918 an einem Zusammengehen mit dem bolschewistischen Russland bzw. der UdSSR festzuhalten. Nach der Auflösung der Kommunistischen Partei Polens 1938 stellte der mit ihr verbundene Jugendverband seine Tätigkeit ein (ebenfalls 1938).

## Positionen
Der Kommunistische Jugendverband Polens veröffentlichte 1936 die „Erklärung der Rechte der jungen Generation Polens“ (poln. Deklaracja Praw Młodego Pokolenia Polski), welche u. a. forderte, dass das aktive Wahlrecht auf 21 Jahre herabgesetzt werden sollte und den gemeinsamen Kampf gegen Faschismus und Rassismus aller fortschrittlichen Kräfte zu forcieren. Das Endziel dieser Erklärung mündete in der Forderung nach der Bildung einer kommunistisch orientierten Regierung in Polen.

## Organisationsstruktur
Trotz der starken Orientierung der polnischen Kommunisten auf die engen Verbindungen zwischen Polen und der Sowjetunion waren seit 1923 die Kommunistischen Jugendverbände der westlichen Ukraine und des westlichen Belarus’ (beide Gebiete wurden von Polen nach dem Ersten Weltkrieg okkupiert) dem polnischen Jugendverband untergeordnet (im Range autonomer Organisationen innerhalb des Verbandes).
Seit 1925 unterhielt und leitete der KZMP eine eigene Pionier-Organisation in Polen.

## Bündnisarbeit
Der KZMP arbeitete mit verschiedenen anderen Organisationen zusammen. So unter anderem mit dem Bund der Unabhängigen Volksjugend „Orka“ (vor allem aus Kreisen der Landjugend zusammengesetzt), dem Unabhängigen Sozialistischen Jugendverband „Życie“ (dt. „Leben“) und in begrenztem Umfang mit der Jugendorganisation „TUR“ (ein der Sozialistischen Partei Polens nahe stehender Jugendverband).

## Presse
Von 1922 bis 1936 war das Zentralorgan des KZMP der Genosse (poln. Towarzysz) und 1937–1938 Der junge Genosse (poln. Towarzysz Młodzieży).

## Mitgliederstruktur
Nach Eigenangaben hatte der Verband 1931 etwa 7.000 Mitglieder, während es zwei Jahre später etwa 15.000 gewesen sein sollen. Die Mehrheit der Mitglieder 1933 stammte dabei angeblich aus bäuerlichen Verhältnissen.

## Bekannte Mitglieder
- Hilary Minc (Ökonom und Politiker, 1949 bis 1956 stellvertretender Ministerpräsident der Volksrepublik Polen)
- Aleksander Zawadzki (Militär und Politiker, 1952 bis 1964 Staatsratsvorsitzender der Volksrepublik Polen)
- Jakub Berman (Politiker, 1954 bis 1956 stellvertretender Ministerpräsident der Volksrepublik Polen)
- Bolesław Mołojec (Spanienkämpfer und 1942 Erster Sekretär der Polnischen Arbeiterpartei)
- Aleksander Kowalski (späterer Mitbegründer der Polnischen Arbeiterpartei)
- Antoni Lipski (langjähriger Sekretär des Zentralkomitees des ZKMP und Mitglied des Exekutivkomitees der Kommunistischen Jugendinternationale)
- Alfred Lampe (langjähriger Sekretär des Zentralkomitees des ZKMP)